# 佐藤司郎
佐藤 司郎（さとう しろう、1946年11月17日 - ）は、山形県山形市出身の神学者、東北学院大学名誉教授、日本基督教団の牧師。博士（文学）（東北大学）。現在、学校法人尚絅学院理事長・学院長。
主に組織神学の専門家で、カール・バルトなどのドイツ語の神学書を多数翻訳。

## 経歴
1964年、保守バプテスト同盟山形第一聖書バプテスト教会でバプテスマ（洗礼）を受ける。その後、東北大学文学部哲学科に入学して、哲学を学ぶ。そのころからカール・バルトに影響を受けるようになる。東北大学大学院文学研究科修士課程を修了（実践哲学専攻）。
その後、献身して、東京神学大学大学院に学び、1975年に修士課程を修了し、日本基督教団の教師になる。日本基督教団大洲教会の牧師を長年して、1991年に東京都新宿区の日本基督教団信濃町教会の牧師に就任する。
その後、教育に転じ、1998年、東北学院大学文学部基督教学科（後にキリスト教学科に改組）教授、宗教部副部長に就任。
2011年同大文学部総合人文学科教授に就任。2014年に東北学院大学教授としては定年退職となったが、嘱託教授の扱いで引き続き在籍し、2018年に嘱託を終え東北学院大学名誉教授となる。同年。日本基督教団仙台北三番丁教会の牧師に就任し2023年まで在任。同年1月、学校法人尚絅学院学院長に就任し、2024年4月、同法人理事長に就任した。

## 著書
- 「新しい言葉をもって」
- 「生ける主に従う－教会の神学を求めて」

## 論文
- 「政治的共同責任の神 学－バルトにおける教会と国家」
- 「キリスト市支配的兄弟団－バ ルトにおける教会の秩序」
- 「ナチズムとバルト―バルメン第三項を 巡って」

## 訳書
- 「カール・バルト説教選集1－3,13巻」
- 「神の存在－バルト神学研究」
- 「味わい、見よ」
- 「中断」
- 「バルト神学入門」